# EKO Cobra
EKO Cobra (Einsatzkommando Cobra) es la principal unidad táctica de operaciones especiales antiterroristas de Austria. No forma parte de la Policía Federal austriaca pero está directamente bajo el control del Ministerio Federal del interior.

## Historia

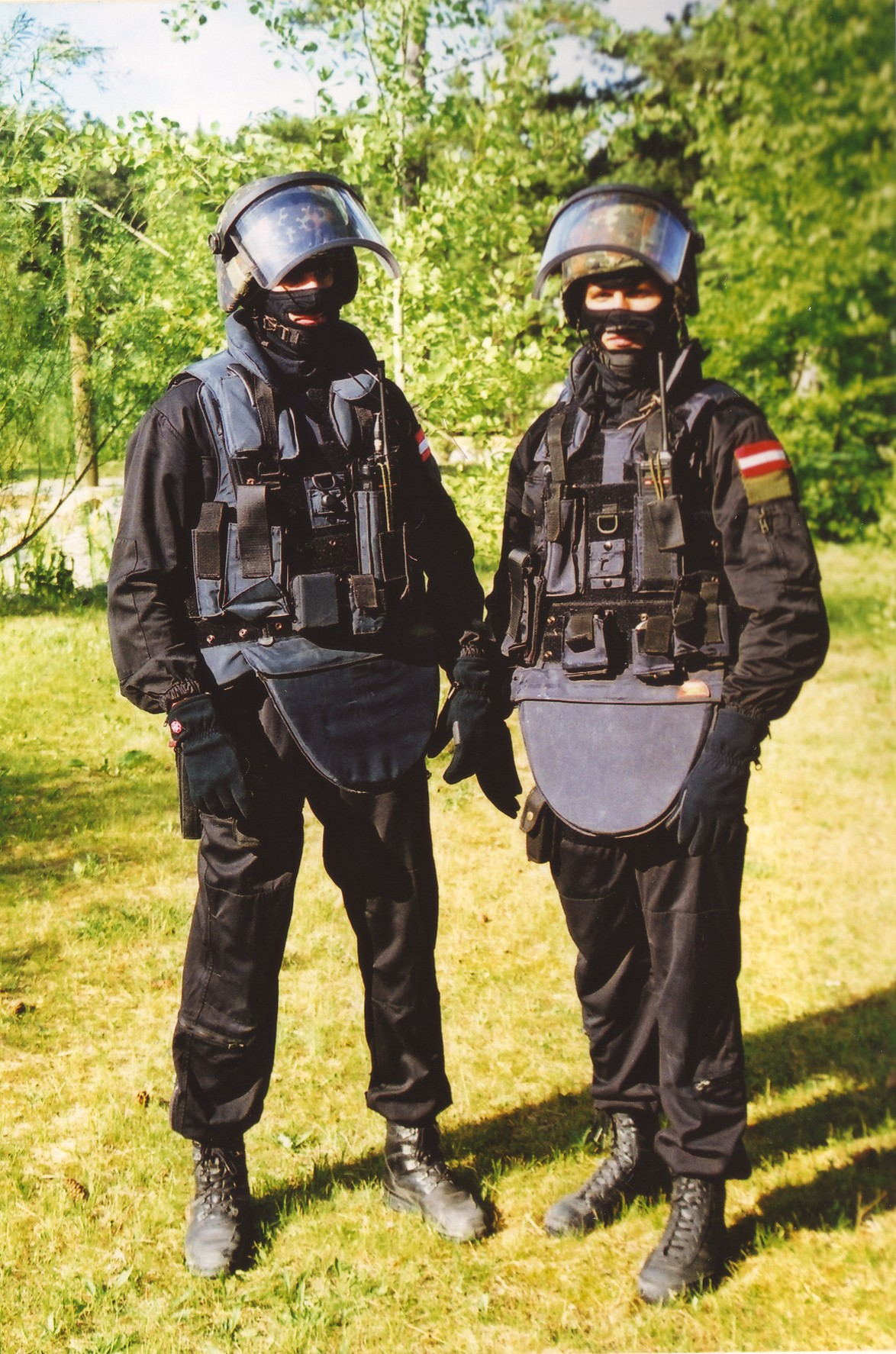
Dos miembros de EKO Cobra con uniforme operativo.

El Einsatzkommando Cobra, anteriormente conocido como GEK (Gendarmerieeinsatzkommando) se formó en 1978, principalmente como una respuesta al ataque a los atletas de Israel en los Juegos Olímpicos de Múnich 1972. Su oficina principal está en Wiener Neustadt, con suboficinas en Graz, Linz e Innsbruck.
El Ministerio Federal del Interior cambió el nombre de la unidad de GEK a EKO Cobra en 2002.
Los 450 hombres (1 mujer) de EKO Cobra son una unidad de comando bien entrenados como fuerzas antiterroristas  y han entrenado con algunas de las mejores unidades de fuerzas especiales del mundo.[cita requerida]

### Operaciones conocidas
EKO Cobra estuvo involucrado en un rescate de rehenes en la prisión Graz-Karlau en 1996 y numerosas operaciones. Aunque nunca ha participado en el mismo tipo de rescate de rehenes en los que participaron el HRT, el GIGN, la GSN, el GIS, el GSG-9 y el SAS, el EKO Cobra es la única[cita requerida] unidad antiterrorista que hasta ahora ha sido capaz de poner fin a un secuestro aéreo mientras el avión aún estaba volando. El 17 de octubre de 1996, cuatro oficiales de EKO Cobra iban a bordo de un Tupolev Tu-154 de Aeroflot escoltando a un grupo de deportados a Lagos, cuando un hombre nigeriano amenazó a la tripulación de la cabina con un cuchillo y exigió el desvío del avión hacia Alemania o Sudáfrica. El equipo redujo al hombre y lo entregó a las autoridades después de aterrizar. Los agentes recibieron una medalla del primer ministro ruso Putin.

## Reclutamiento y entrenamiento
Cualquier miembro de la Policía Federal austriaca puede postular a la unidad EKO Cobra.
Las pruebas consisten en exámenes médicos, pruebas psicológicas y vigorosas pruebas físicas.
Hasta la finalización exitosa de las pruebas, los reclutas asisten por 6 meses a entrenamientos especializados que incluyen puntería, tácticas, deportes, conducción de vehículos, escalada/rapel, combate cuerpo a cuerpo, clases de idiomas, etc.
Además de los cursos que se imparten en el entrenamiento básico, es posible especializarse en campos tales como paracaidismo, buceo, explosivos o francotirador.
Desde su creación en 1978, 1.140 oficiales (1 mujer) han servido en EKO Cobra.

## Organización

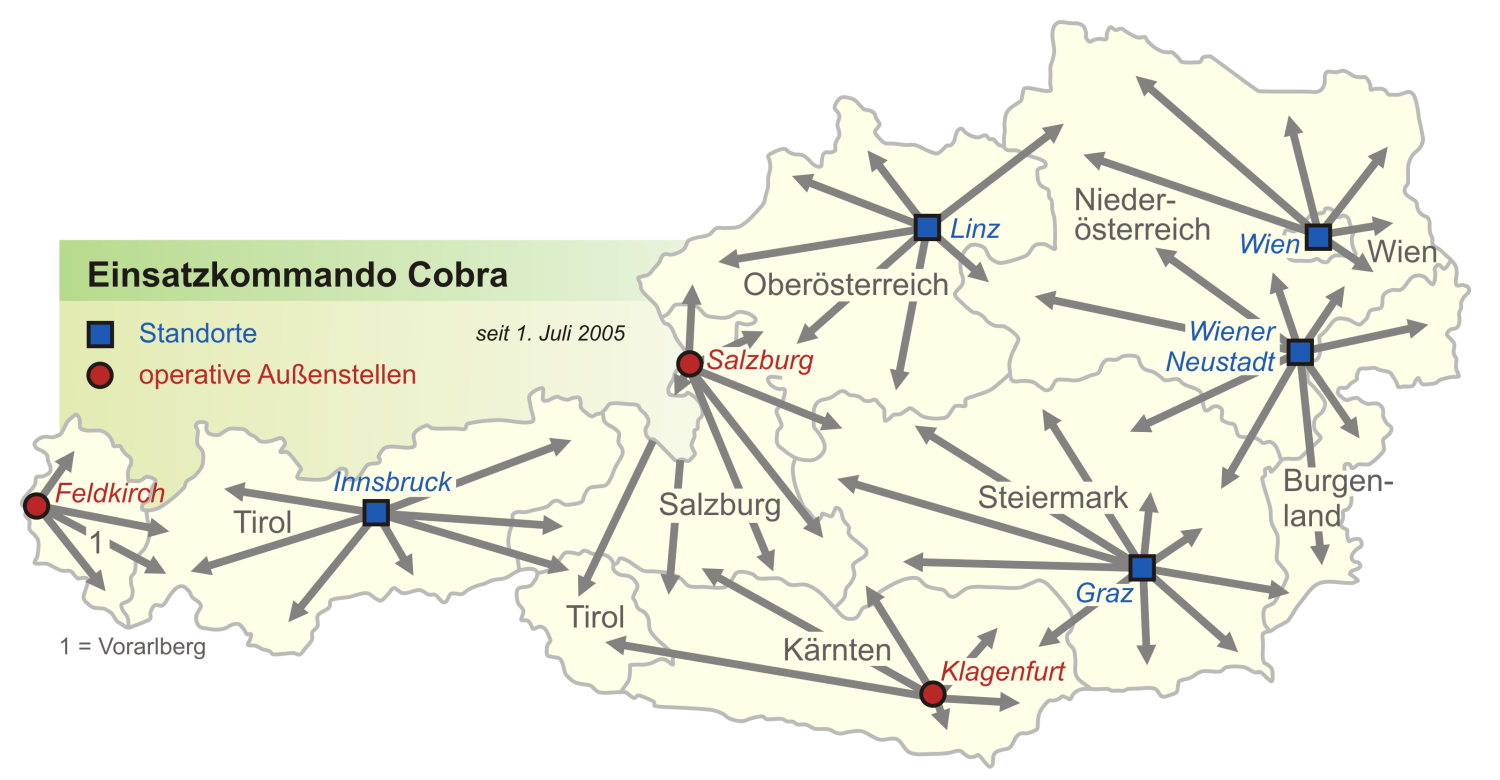
Ubicaciones del EKO Cobra en Austria.

El cuartel general de las unidades se encuentra en Wiener Neustadt (Baja Austria). Realiza todas las actividades administrativas, así como la capacitación de los oficiales de EKO Cobra. Existen otros departamentos en Viena, Graz, Linz e Innsbruck, así como pequeñas oficinas de campaña en Klagenfurt, Salzburgo y Feldkirch.
Cada departamento contiene cuatro equipos mientras que cada oficina de campaña contiene dos. Esta estructura permite que las unidades sean desplegadas en cualquier lugar de Austria en menos de 70 minutos.

## Equipo

### Armas

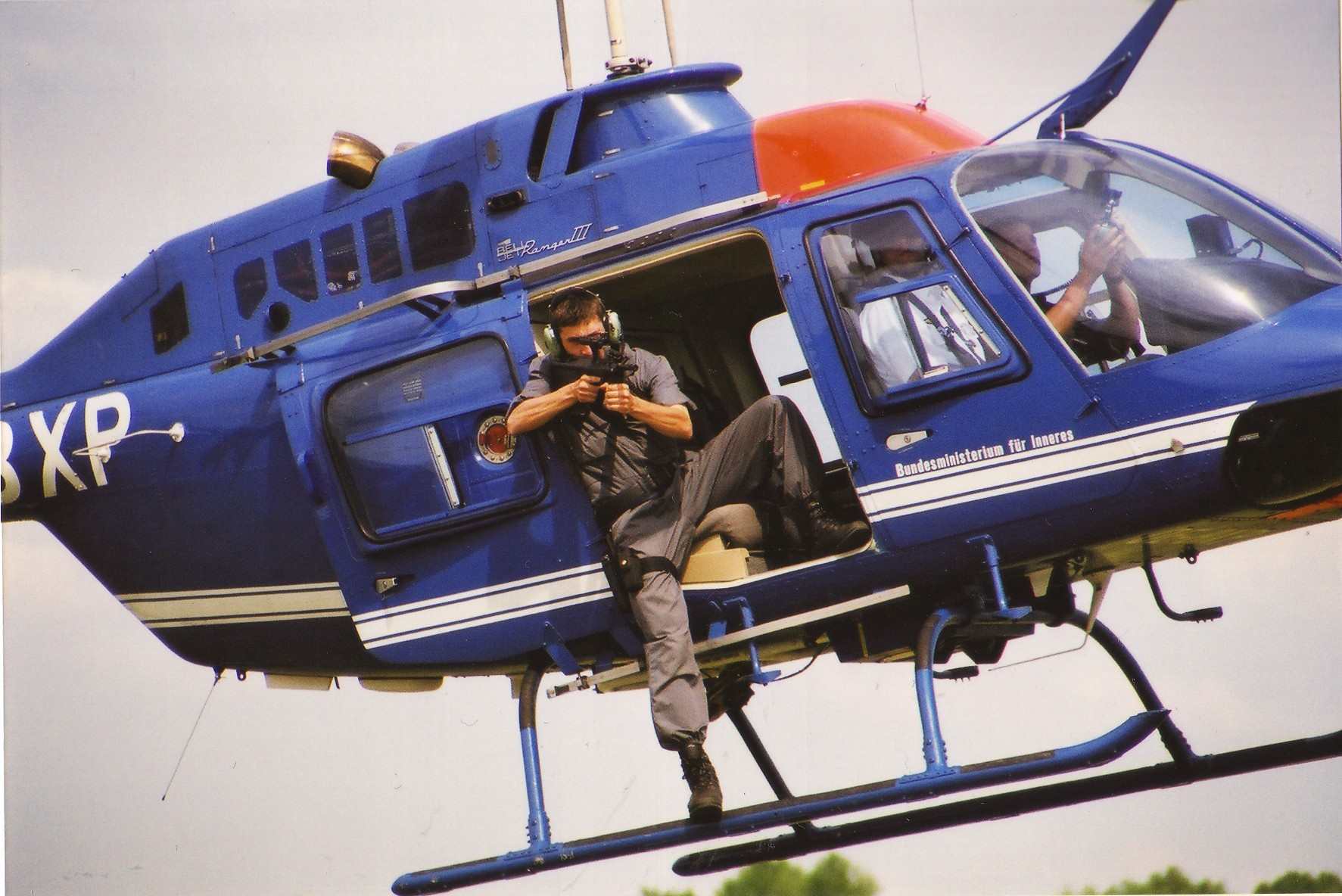
Un oficial de la unidad antiterrorista austriaca EKO Cobra empleando un fusil Steyr AUG durante una operación aerotransportada (el helicóptero es un Bell 206B Jet Ranger).

EKO Cobra está armado principalmente con armamento de fabricación austriaca, pero a veces también emplea armamento extranjero. 
Están equipados con varias armas fabricadas por Steyr-Mannlicher, tales como el fusil de asalto Steyr AUG (denominación militar: StG 77), el fusil de francotirador Steyr SSG 69 (inclusive su variante silenciada) y el subfusil Steyr TMP de 9 mm. Las pistolas Glock son empleadas como armas auxiliares, siendo las más comunes la Glock 17 semiautomática y la Glock 18 automática.
Otros tipos de armas, tales como las escopetas Franchi SPAS-12, Heckler & Koch M512 y Remington 870, los subfusiles HK MP5A3, HK MP7 o el lanzagranadas MZP-1 de 40 mm también son empleadas según la situación.

### Equipo especial
EKO Cobra utilizan una variedad de equipo diseñado para una variedad de situaciones.
- Chalecos antibalas de kevlar o cerámica
- Pasamontañas
- Trajes de camuflaje
- Porras Tonfa
- Aerosoles OC

### Uniformes
Los oficiales de EKO Cobra visten el uniforme de la Policía Federal austriaca, con algunas diferencias:
- Una boina granate para indicar su pertenencia a una unidad de elite.
- Llevan la insignia de la unidad en lugar de la insignia policial.
- El fondo de los rangos es de color negro, en lugar de ser rojo como en los uniformes de la Policía Federal.

Durante las operaciones, los oficiales visten overoles grises o negros junto a su equipo táctico.